# 나가사키현

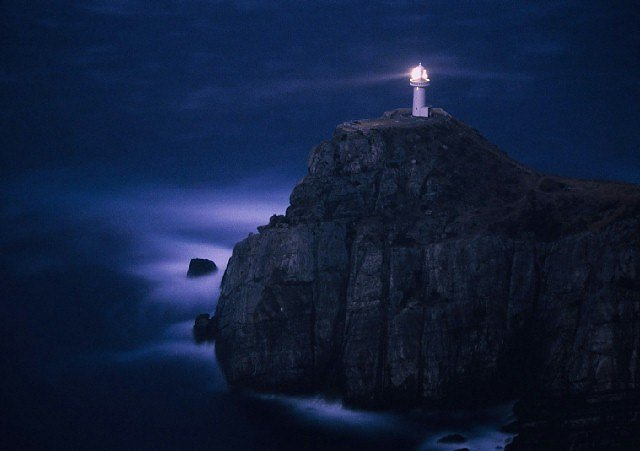
오세자키의 등대(고토시)

나가사키현(일본어: 長崎県)은 일본 규슈 지방의 서쪽 끝에 있는 현이다. 고토 열도(五島列島), 쓰시마섬(対馬), 이키섬(壱岐島)을 포함한다. 현청 소재지는 나가사키시이다.

## 지리
동쪽으로 사가현과 접하고 있으며 나머지 주변은 모두 바다로 둘러싸여 있다. 크고 작은 섬들이 많으며 그 수는 971개로 전국 도도부현 가운데 가장 많으며, 도서부의 면적이 전 면적의 40%가량 된다. 해안선의 길이는 4,137km로 47개 도도부현 중 1위이다. 2위인 홋카이도는 2,978km로 나가사키현과 큰 차이가 난다.
면적이 홋카이도의 20분의 1에 불과한 나가사키의 해안선이 이렇게 긴 이유는 크고 작은 섬들이 상당히 많은 것과 리아스식 해안으로 인해 해안선이 복잡하게 구성되어 있기 때문이다. 이런 지형적 특징으로 인해 나가사키에는 83개에 이르는 항만이 소재한다. 나가사키현 내의 모든 지역은 해안선으로부터 15km 이내에 위치하고 있다.

### 기후
남서쪽에서 난류인 쓰시마 해류(対馬海流)가 흘러오기 때문에 기후는 온난하고 기온차도 적다. 겨울에는 동중국해에 접한 지역을 중심으로 흐린 경우가 많다. 또 그 영향으로 눈이 많이 오는 편이다. 그러나 현 최북단의 쓰시마섬에서는 한반도가 바로 윗쪽에 있기 때문에 바다에서 발생한 눈구름이 한반도에 의해 차단되어 눈구름이 발달하지 못하여 눈이 상대적으로 적게 내린다.
생물학적으로는 해안에서 볼 수 있는 용나무 등의 아열대성 식물은 나가사키현의 온난한 기후를 반영하고 있다. 그 밖에도 대륙과 가깝기 때문에 쓰시마 산고양이(ツシマヤマネコ)나 짱뚱어 등의 대륙계 생물종이 많고 각지의 낙도에서 수많은 아종, 변종이 확인된다.
시마바라 반도(島原半島)는 활화산 지대이기 때문에 온천이 많다. 1990년~1995년의 운젠타케(雲仙岳)의 분화는 시마바라시(島原市)와 후카에정(深江町)을 중심으로 큰 피해를 가져왔다. 동중국해에 접하기 때문에 태풍 상륙이 잦은 편이다.

## 역사

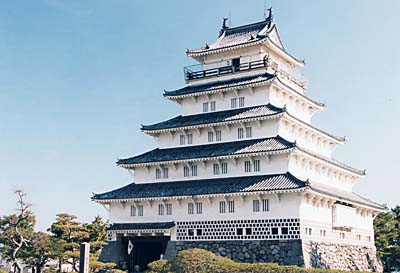
시마바라성

옛날에는 히젠국(肥前国, 사가현과 이키·쓰시마를 제외한 나가사키현 전역), 쓰시마국(対馬国), 이키국(壱岐国)으로 나뉘어 있었지만 히젠의 중심지는 사가현 사가시(佐賀市)에 있었다. 17세기 에도 막부에 의한 해금령이 발표되면서 일본과 여타 국가와의 교섭이나 상업 활동은 나가사키현 일대에서만 허용되었다. 조선, 중국, 네덜란드와의 교역만이 허용되었다.
1637년 농민들과 천주교도들에 의해 시마바라의 난이 일어나기도 했다. 오늘날에도 나가사키현의 천주교 신자 비율은 다른 지역에 비해 훨씬 높다. 제2차 세계 대전 말기였던 1945년 8월 9일 오전 11시 2분 미국 공군 B-29 폭격기에 의해 우라카미 성당 상공에 원자폭탄이 투하되어 히로시마에 이어 두 번째 원자폭탄 투하지(혹은 피해지)가 되었다.

## 경제
현청 소재지 나가사키시는 역사를 자랑하는 항만 도시로 관광객이 많다. 제2차 세계 대전 당시 일본 해군 전함 무사시를 건조한 조선업 도시이기도 하다. 사세보시는 옛날부터 군항이 있었으며 오늘날에도 해상자위대와 미군 제7함대의 기지가 있다. 남부에는 중세 유럽 도시를 본따 만든 하우스텐보스가 있어서 한국이나 대만에서 오는 관광객도 많다. 그 외 지역은 탄광, 저인망 어업 등이 번창하였으나 1970년대 이후 경쟁력을 잃어 쇠락하였다. 덧붙여 이키·쓰시마 지구는 행정 구역은 나가사키현이지만 후쿠오카와의 왕래가 더 편한 탓에 경제권은 후쿠오카에 속한다. 금융 기관으로는 후쿠오카 파이낸셜 그룹 계열의 은행사인 주하치 은행과 신와 은행이 거점 은행 역할을 하고 있다. 한국으로 따지자면 광주은행과 거의 비슷하다.

## 지역
나가사키현의 남녀 성비는 87.3으로, 여자가 더 많다.

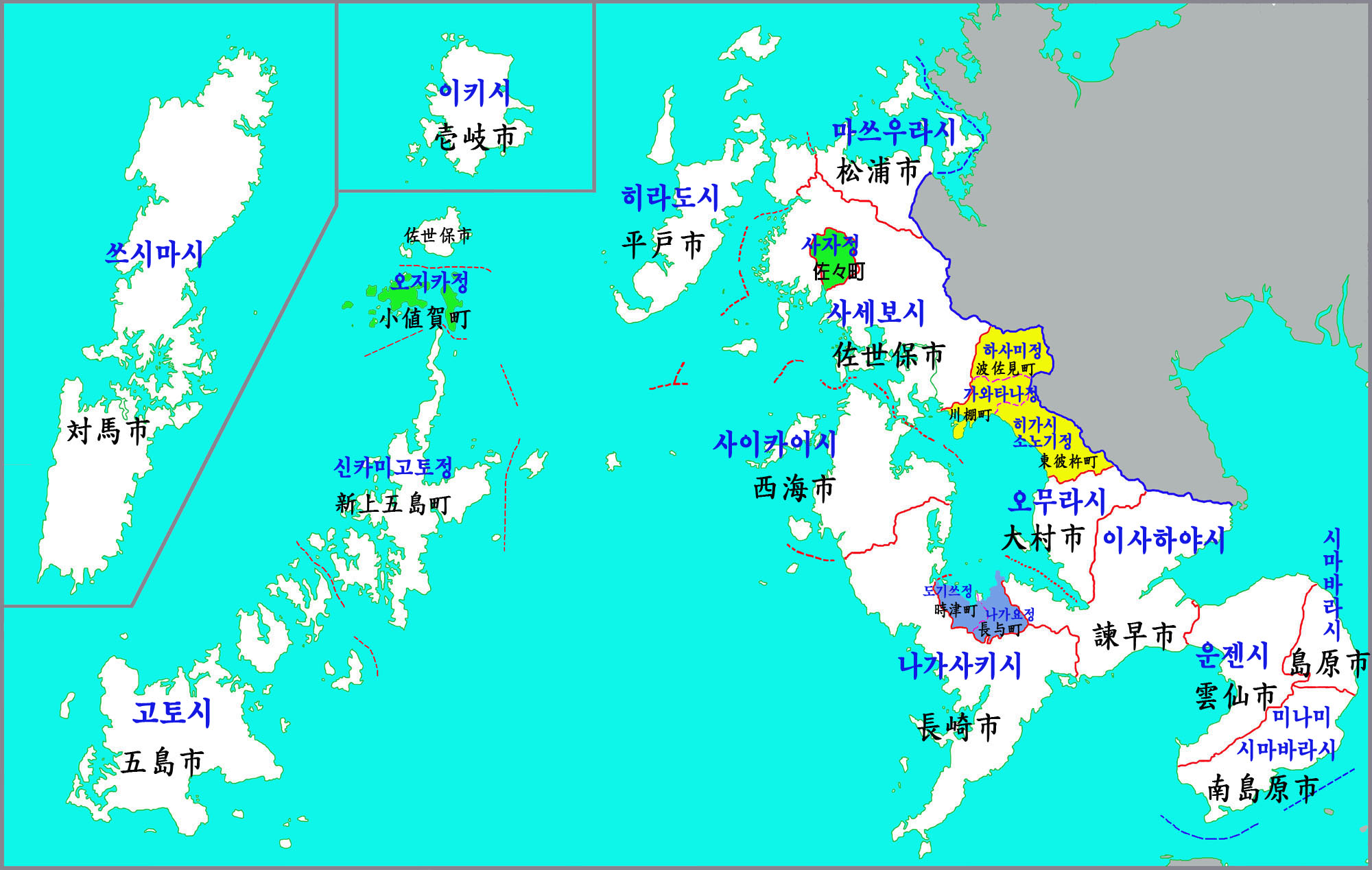
나가사키현의 지도

### 시
- 고토시(五島市)
- 나가사키시(長崎市) - 현청 소재지
- 마쓰우라시(松浦市)
- 미나미시마바라시(南島原市)
- 사세보시(佐世保市)
- 사이카이시(西海市)
- 시마바라시(島原市)
- 쓰시마시(対馬市)
- 오무라시(大村市)
- 운젠시(雲仙市)
- 이사하야시(諫早市)
- 이키시(壱岐市)
- 히라도시(平戸市)

### 군
- 니시소노기군(西彼杵郡)
  - 나가요정(長与町) - 도기쓰정(時津町)
- 히가시소노기군(東彼杵郡)
  - 히가시소노기정(東彼杵町) - 가와타나정(川棚町) - 하사미정(波佐見町)
- 기타마쓰우라군(北松浦郡)
  - 오지카정(小値賀町) - 사자정(佐々町)
- 미나미마쓰우라군(南松浦郡)
  - 신카미고토정(新上五島町)

### 헤이세이 대합병 직전 존재했던 행정구역
- 후쿠에시(福江市)
- 이키군(壱岐郡)
  - 가쓰모토정(勝本町) - 고노우라정(郷ノ浦町) - 아시베정(芦辺町) - 이시다정(石田町)
- 니시소노기군(西彼杵郡)
  - 고야기정(香焼町) - 긴카이정(琴海町) - 노모자키정(野母崎町) - 다라미정(多良見町) - 다카시마정(高島町) - 사이카이정(西海町) - 사키토정(崎戸町) - 산와정(三和町) - 세이히정(西彼町) - 세이히정(西彼町) - 오시마정(大島町) - 이모리정(飯盛町) - 이오지마정(伊王島町)
- 기타타카키군(北高来郡)
  - 모리야마정(森山町) - 이모리정(飯盛町) - 다카키정(高来町) - 고나가이정(小長井町)
- 기타마쓰우라군(北松浦郡)
  - 고사자정(小佐々町) - 다비라정(田平町) - 다카시마정(鷹島町) - 세치바루정(世知原町) - 시카마치정(鹿町町) - 에무카에정(江迎町) - 오시마촌(大島村) - 요시이정(吉井町) - 우쿠정(宇久町) - 이키쓰키정(生月町) - 후쿠시마정(福島町)
- 미나미마쓰우라군(南松浦郡)
  - 가미고토정(上五島町) - 기시쿠정(玉之浦町) - 나라오정(奈良尾町) - 나루정(奈留町) - 다마노우라정(玉之浦町) - 도미에정(富江町) - 미이라쿠정(三井楽町) - 신우오노메정(新魚目町) - 아리카와정(有川町) - 와카마쓰정(若松町)
- 미나미타카키군(南高来郡)
  - 가즈사정(加津佐町) - 구니미정(国見町) - 구치노쓰정(口之津町) - 기타아리마정(北有馬町) - 니시아리에정(西有家町) - 미나미아리마정(南有馬町) - 미나미쿠시야마정(南串山町) - 미즈호정(瑞穂町) - 아리에정(有家町) - 아이노정(愛野町) - 아즈마정(吾妻町]] - 오바마정(小浜町) - 지지와정(千々石町) - 후쓰정(布津町) - 후카에정(深江町)

## 교통

### 항공
- 나가사키 공항
  - 국내선: 도쿄, 나고야, 오사카, 미야자키, 가고시마, 나하, 쓰시마, 이키
  - 국제선:  대한민국 서울,  중화인민공화국 상하이

### 철도
- 규슈 여객철도
  - 나가사키 본선, 사세보선, 오무라선
- 나가사키 전기 궤도
- 시마바라 철도
- 마쓰우라 철도

### 도로
- 고속도로
  - 나가사키 자동차도(일본어판)
  - 니시큐슈 자동차도(일본어판)
  - 나가사키 바이패스

- 국도
  - 국도 제34호선
  - 국도 제35호선
  - 국도 제57호선
  - 국도 제202호선
  - 국도 제204호선 (일본)(일본어판)
  - 국도 제205호선
  - 국도 제206호선 (일본)(일본어판)
  - 국도 제207호선 (일본)(일본어판)
  - 국도 제251호선 (일본)(일본어판)
  - 국도 제324호선 (일본)(일본어판)
  - 국도 제382호선
  - 국도 제383호선 (일본)(일본어판)
  - 국도 제384호선 (일본)(일본어판)
  - 국도 제389호선 (일본)(일본어판)
  - 국도 제444호선 (일본)(일본어판)
  - 국도 제498호선 (일본)(일본어판)
  - 국도 제499호선

## 방송
- NHK 나가사키 방송국
- 나가사키 방송
- TV 나가사키
- 나가사키 문화방송
- 나가사키 국제 TV

## 교육

### 대학
- 나가사키 대학(長崎大学) ※국립 대학.
- 나가사키 준신 가톨릭 대학(長崎純心大学)
- 나가사키 현립대학(長崎県立大学)
- 갓스이 여자대학(活水女子大学)
- 나가사키 웨슬레얀 대학(長崎ウエスレヤン大学)
- 나가사키 외국어대학(長崎外国語大学)
- 나가사키 국제대학(長崎国際大学)
- 나가사키 종합과학대학(長崎総合科学大学)

## 같이 보기
- 쓰시마섬
- 하시마섬
- 이키섬